# Bataille de Ramree
Batailles
Invasion japonaise de la Birmanie :
- Rivière Bilin
- Pont de la Sittang
- Pégou
- Barrage routier de Taukkyan
- Route Yunnan-Birmanie (Tachiao
- Oktwin
- Taungû)
- Shwedaung
- Prome
- Yenangyaung

Opérations en Birmanie (1942-1943) :
- Arakan
- The Hump
- Chindits
- Nord de la Birmanie et ouest du Yunnan

Opérations en Birmanie en 1944 :
- Chindits (2)
- Admin Box
- U-Go (Imphal
- Sangshak
- Court de tennis
- Kohima)
- Myitkyina
- Mogaung
- Mont Song

Opérations en Birmanie (1944-1945) :
- Meiktila et Mandalay
- Pakokku et Irrawaddy
- Colline 170
- Île de Ramree
- Tanlwe Chaung
- Dracula
- Elephant Point
- Coude de la Sittang

La bataille de Ramree ou bataille de l'île Ramree est une bataille du théâtre asiatique de la guerre du Pacifique, disputée pendant six semaines entre janvier et février 1945 dans le cadre de l'offensive alliée sur le front sud de la campagne de Birmanie pendant la Seconde Guerre mondiale. Elle opposa sur l'île de Ramree, une île côtière du nord-ouest de la Birmanie, des soldats du XVe corps de l'armée indienne britannique à l'armée impériale japonaise. Cette bataille était restée célèbre pour la mort de plusieurs centaines de soldats japonais tués par des crocodiles de mer dans les marécages de l'île .
Cependant, à la suite de recherches faites par l’équipe du National Geographic en 2016, il est avéré que ce sinistre mythe est infondé : en effet, les crocodiles étaient arrivés le lendemain de la mort des nombreux soldats japonais dans le fleuve Chaung, pour se repaitre de leurs cadavres. Les crocodiles ne sont donc en aucun cas à l’origine du massacre.

## Histoire

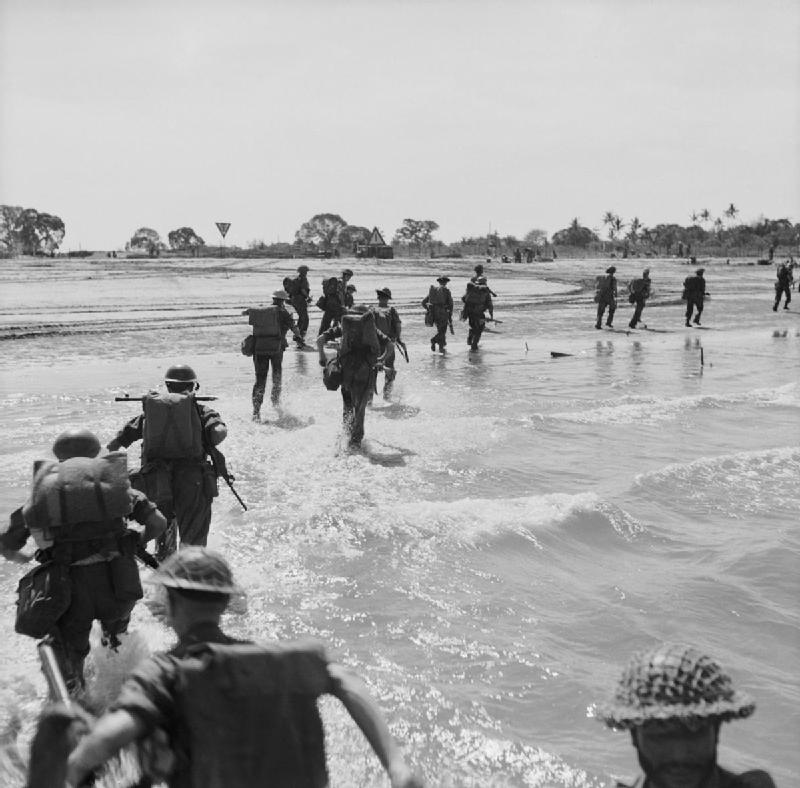
Débarquement de soldats alliés à Ramree.

Ramree est une île qui se trouve au large de la côte birmane et, en 1942, l'Armée impériale japonaise occupe rapidement l'île avec le reste du sud de la Birmanie. En janvier 1945, les Alliés lancent une attaque pour reprendre Ramree et sa voisine Cheduba avec l'intention d'y établir des bases aériennes. La garnison japonaise de Ramree est composée du 121e régiment d'infanterie, qui fait partie de la 54e division japonaise.
Au cours de la bataille, de nombreux soldats japonais, se réfugiant vers le centre de l'île pour fuir l'assaut allié, doivent traverser des marais infestés de milliers de crocodiles marins qui les attaquent. Le 19 février 1945, sur le millier d'hommes partis, seule une vingtaine sont retrouvés vivants selon le naturaliste britannique Bruce Stanley Wright qui a participé à la bataille, ce qui ferait de cette attaque de crocodiles la plus importante de l'histoire comme le mentionne le livre Guinness des records. Selon l'historien Frank McLynn (en) toutefois, cette histoire tiendrait plus de la légende. Il se demande, en effet, comment des milliers de crocodiles auraient pu survivre avant ce massacre. Ce prétendu record a depuis lors été retiré du livre Guinness des records.